# Nikołaj Chajłow
Nikołaj Stiepanowicz Chajłow (ros. Николай Степанович Хайлов, ur. w grudniu 1901 we wsi Suromna w guberni włodzimierskiej, zm. 1968 w Winnicy) – funkcjonariusz radzieckich organów bezpieczeństwa, pułkownik, minister bezpieczeństwa państwowego Komijskiej ASRR (1948–1953), minister spraw wewnętrznych Komijskiej ASRR (1953–1954).

## Życiorys
W latach 1920–1922 pełnomocnik powiatowej transportowej Czeki w Korosteniu, od marca 1922 do maja 1924 służył w Armii Czerwonej, 1924 wstąpił do RKP(b). W latach 1924–1925 pełnomocnik Wydziału Transportu Drogowego Oddziału GPU w Kijowie, od stycznia 1925 do stycznia 1926 słuchacz Szkoły Wydziału Transportowego OGPU, później pełnomocnik i starszy pełnomocnik Wydziału Kontrwywiadowczego i Wydziału Transportu Drogowego GPU w stanicach: Korosteń, Bobrinska (Smiła) i Żmerynka, 22 marca 1936 mianowany lejtnantem bezpieczeństwa państwowego. W latach 1938–1939 szef Oddziału Transportu Drogowego Wydziału NKWD Kolei Kazańskiej, od czerwca 1939 do marca 1941 zastępca szefa Wydziału Transportu Drogowego NKWD Kolei Stalińskiej, od 19 lipca 1939 starszy lejtnant bezpieczeństwa państwowego, od marca do sierpnia 1941 szef Miejskiego Wydziału NKGB w Dniepropietrowsku, od 26 sierpnia 1941 do 21 września 1942 ponownie szef Wydziału Transportu Drogowego NKWD Kolei Stalińskiej, 27 grudnia 1941 mianowany kapitanem bezpieczeństwa państwowego. Od 21 września 1942 do 4 czerwca 1943 szef Wydziału Transportu Drogowego NKWD Kolei Wschodniosyberyjskiej, od 11 lutego 1943 podpułkownik bezpieczeństwa państwowego, od czerwca 1943 do października 1947 zastępca szefa Zarządu NKGB/MGB obwodu irkuckiego, od 6 sierpnia 1945 pułkownik. Od 4 kwietnia 1948 do 29 kwietnia 1953 minister bezpieczeństwa państwowego Komijskiej ASRR, od 29 kwietnia 1953 do 12 czerwca 1953 minister spraw wewnętrznych Komijskiej ASRR, od 6 września 1954 do 18 maja 1955 przewodniczący KGB przy Radzie Ministrów Komijskiej ASRR, następnie zwolniony.

## Odznaczenia
- Order Lenina (4 grudnia 1945)
- Order Czerwonego Sztandaru (dwukrotnie - 3 listopada 1944 i 24 listopada 1950)
- Order Czerwonej Gwiazdy (20 września 1943)